# Nolina beldingii
Nolina beldingii és una espècie de planta amb rizoma de la família de les Asparagàcies, essent originària de Nord-amèrica.

## Descripció
Nolina beldingii és com un arbre amb una mida de 3 a 6 m d'alçada. A la meitat superior de la tija es formen nombroses rosetes. Les fulles de color verd blavós brillants mesuren de 50 a 100 cm de longitud per 10-20 mm d'ample. Els marges de les fulles estan finament dentats. La inflorescència mesura d'1 a 2 m de longitud, amb nombroses ramificacions. Les flors són de color blanc cremós, poques vegades de color rosa, i de 2 mm de diàmetre. El període de floració s'estén de juliol a agost. El fruit és en forma de càpsula llenyoses de 5 a 10 mm de longitud i diàmetre. Les llavors esfèriques de color marró mesuren de 4-5 mm de diàmetre.
L'espècie és resistent a una temperatura de -10 °C.

## Distribució i hàbitat
És una espècie rara. Es troba a Mèxic a la Baixa Califòrnia, a altituds des dels 300 fins als 1500 metres i està associada amb Yucca capensis. És un endemisme de les regions muntanyoses de la regió del Cap de Baixa Califòrnia. S'assembla a Nolina nelsonii, encara que mostra diferències en l'estructura de les inflorescències i en les fulles que són clares.

## Taxonomia
Nolina beldingii va ser descrita per Townshend Stith Brandegee i publicada a Zoë 1: 305, l'any 1890.

### Etimologia
- Nolina: nom genèric atorgat en honor del botànic francés Abbé P. C. Nolin, coautor del treball publicat el 1755 Essai sur l'agricultura moderne.
- beldingii: epítet que rendeix homenatge a l'ornitòleg americà Lyman Belding (1829-1917), descobridor de l'espècie.

### Sinonímia
- Nolina beldingii var. deserticola[3]